# Paul Simick
Paul Simick (ur. 7 sierpnia 1963 w Gitdubling) – indyjski duchowny katolicki, wikariusz apostolski Nepalu w latach 2014–2024. Od 2024 biskup diecezjalny Bagdogra.

## Życiorys

### Prezbiterat
Święcenia kapłańskie otrzymał 9 kwietnia 1992 w diecezji Dardżyling. Pracował głównie jako duszpasterz parafialny, był także m.in. pracownikiem szkół w Sikkim i Pakyong.

### Episkopat
25 kwietnia 2014 papież Franciszek mianował go administratorem apostolskim Nepalu z tytularną stolicą Maturba. Sakry biskupiej udzielił mu 29 czerwca 2014 arcybiskup tytularny Montemarano Salvatore Pennacchio. 9 listopada 2024 mianowany biskupem diecezjalnym Bagdogra.